# Scottish Premier Division 1996/97
Die Scottish Football League Premier Division wurde 1996/97 zum 22. Mal ausgetragen. Es war zudem die 100. Austragung einer höchsten Fußball-Spielklasse innerhalb der Scottish Football League, in der der Schottische Meister ermittelt wurde. In der Saison 1996/97 traten 10 Vereine in insgesamt 36 Spieltagen gegeneinander an. Jedes Team spielte jeweils zweimal zu Hause und auswärts gegen jedes andere Team. Bei Punktgleichheit zählte die Tordifferenz.
Die Glasgow Rangers gewannen zum insgesamt 47. Mal in der Vereinsgeschichte die schottische Meisterschaft. Mit dem 9. Titel infolge glichen die Rangers den Rekord des Erzrivalen Celtic Glasgow aus. Dieser konnte zwischen 1966 und 1974 ebenso viele Meisterschaften infolge sammeln. Die Gers qualifizierten sich als Meister für die Champions League Saison-1997/98. Als Pokalsieger, qualifizierte sich der FC Kilmarnock für den Europapokal der Pokalsieger. Der zweit- und drittplatzierte Celtic Glasgow und Dundee United qualifizierten sich für den UEFA-Pokal.
Die Raith Rovers stiegen am Saisonende in die First Division ab. Mit 25 Treffern wurde Jorge Cadete von Celtic Glasgow Torschützenkönig.

## Vereine
| Verein               | Stadt       | Stadion           |
| -------------------- | ----------- | ----------------- |
| Celtic Glasgow       | Glasgow     | Celtic Park       |
| FC Aberdeen          | Aberdeen    | Pittodrie Stadium |
| Dundee United        | Dundee      | Tannadice Park    |
| Dunfermline Athletic | Dunfermline | East End Park     |
| FC Kilmarnock        | Kilmarnock  | Rugby Park        |
| FC Motherwell        | Motherwell  | Fir Park          |
| Glasgow Rangers      | Glasgow     | Ibrox Park        |
| Heart of Midlothian  | Edinburgh   | Tynecastle Park   |
| Hibernian Edinburgh  | Edinburgh   | Easter Road       |
| Raith Rovers         | Kirkcaldy   | Stark’s Park      |

## Statistik

### Abschlusstabelle
| Pl. | Verein                   | Sp. | S  | U  | N  | Tore    | Diff. | Punkte |
| --- | ------------------------ | --- | -- | -- | -- | ------- | ----- | ------ |
| 1.  | Glasgow Rangers (M, P)   | 36  | 25 | 5  | 6  | 085:330 | +52   | 80     |
| 2.  | Celtic Glasgow           | 36  | 23 | 6  | 7  | 078:320 | +46   | 75     |
| 3.  | Dundee United (N)        | 36  | 17 | 9  | 10 | 046:330 | +13   | 60     |
| 4.  | Heart of Midlothian      | 36  | 14 | 10 | 12 | 046:430 | +3    | 52     |
| 5.  | Dunfermline Athletic (N) | 36  | 12 | 9  | 15 | 052:650 | −13   | 45     |
| 6.  | FC Aberdeen (L)          | 36  | 10 | 14 | 12 | 045:540 | −9    | 44     |
| 7.  | FC Kilmarnock            | 36  | 11 | 6  | 19 | 041:610 | −20   | 39     |
| 8.  | FC Motherwell            | 36  | 9  | 11 | 16 | 044:550 | −11   | 38     |
| 9.  | Hibernian Edinburgh      | 36  | 9  | 11 | 16 | 038:550 | −17   | 38     |
| 10. | Raith Rovers             | 36  | 6  | 7  | 23 | 029:730 | −44   | 25     |

Platzierungskriterien: 1. Punkte – 2. Tordifferenz – 3. geschossene Tore

| Saison 1996/97 |

| Zum Saisonende 1995/96 |                                   |
| (M)                    | Meister des Vorjahres             |
| (P)                    | Pokalsieger des Vorjahres         |
| (L)                    | Ligapokalsieger des Vorjahres     |
| (N)                    | Aufsteiger aus der First Division |

## Torschützenliste
Bei gleicher Anzahl von Toren sind die Spieler alphabetisch nach Nachnamen bzw. Künstlernamen sortiert.
| Pl.      | Nat.        | Name                 | Logo | Mannschaft           | Tore |
| -------- | ----------- | -------------------- | ---- | -------------------- | ---- |
| 1.       | Portugal    | Jorge Cadete         |      | Celtic Glasgow       | 25   |
| 2.       | Danemark    | Brian Laudrup        |      | Glasgow Rangers      | 16   |
| 3.       | Schottland  | Paul Wright          |      | FC Kilmarnock        | 15   |
| 4.       | Schottland  | Billy Dodds          |      | FC Aberdeen          | 14   |
| 4.       | Schottland  | John Robertson       |      | Heart of Midlothian  | 14   |
| 4.       | Niederlande | Pierre van Hooijdonk |      | Celtic Glasgow       | 14   |
| 7.       | Schottland  | Gerry Britton        |      | Dunfermline Athletic | 13   |
| 7.       | England     | Paul Gascoigne       |      | Glasgow Rangers      | 13   |
| 9.       | Italien     | Paolo Di Canio       |      | Celtic Glasgow       | 12   |
| 9.       | Schweden    | Kjell Olofsson       |      | Dundee United        | 12   |
| Endstand |             |                      |      |                      |      |

## Die Meistermannschaft der Glasgow Rangers
(Berücksichtigt wurden alle Spieler die im Kader der Saison 1996/97 standen)
| 1. | Glasgow Rangers |
|    | - Tor: Andy Goram, Theo Snelders - Abwehr: Joachim Björklund, Gary Bollan, Alec Cleland, Alan McLaren, Craig Moore, Gordan Petrić, Greg Shields, Michael Stone, Scott Wilson, Stephen Wright - Mittelfeld: Jörg Albertz, Steven Boyack, Ian Durrant, Barry Ferguson, Ian Ferguson, Paul Gascoigne, Jimmy Gibson, Stuart McCall, Derek McInnes, Charlie Miller, Barry Nicholson, Michael Rae, Trevor Steven - Angriff: Erik Andersen, Gordon Durie, Darren Fitzgerald, David Graham, Mark Hateley, Brian Laudrup, Ally McCoist, Paul McKnight, Sebastián Rozental, Peter van Vossen - Trainer: Walter Smith - Co-Trainer: Archie Knox |